# Phyllostegia warshaueri
Phyllostegia warshaueri là một loài thực vật có hoa trong họ Hoa môi. Loài này được H.St.John miêu tả khoa học đầu tiên năm 1987.